# Shōtoku (książę)
Książę Shōtoku (jap. 聖徳太子 Shōtoku Taishi; ur. 7 lutego 574 w Asuka-kyō, zm. 8 kwietnia 622) – regent i polityk na cesarskim dworze Japonii w okresie Asuka. Jego prawdziwe imię to Umayado (jap. 厩戸). Znany przede wszystkim ze swojego poparcia dla buddyzmu i wykorzystania go jako narzędzia dla umocnienia autorytetu władzy. Przypisuje mu się wprowadzenie licznych reform administracyjnych i zapoczątkowanie starań mających na celu zmianę dotychczasowego kształtu klasy panującej. Obecnie, na podstawie ostatnich badań historycznych, podważa się udział księcia Shōtoku w niektórych przedsięwzięciach.
Działalność księcia skupiała się w Ikaruga, gdzie miał swoją rezydencję. Książę zajmował się studiami buddyjskimi, studiami nad chińskimi klasykami oraz interesował się teoriami politycznymi w Chinach.

## Tło polityczne
Tłem dla kariery politycznej Shōtoku był konflikt rodów Soga i Mononobe o wprowadzenie buddyzmu w kraju. Śmierć cesarza Bidatsu w 585 r. doprowadziła do walk pomiędzy tymi dwoma stronnictwami o to, kto ma zostać jego następcą. Zwycięstwo rodu Soga w tym samym roku zapewniło objęcie tronu księciu Ōe (znanemu później jako cesarz Yōmei), zaś jego przedwczesna śmierć w 587 r. spowodowała wznowienie walk pomiędzy rodami. Zwycięstwo, tym razem ostateczne, przypadło rodowi Soga, zaś cesarzem został książę Hasebe (znany jako cesarz Sushun). Animozje pomiędzy cesarzem Sushunem i jego wujem Umako Soga, doprowadziły w 592 r. do zamordowania cesarza i osadzeniu na tronie cesarzowej Suiko, której regentem został właśnie Shōtoku.

## Działalność polityczna i kulturowa
Za najważniejszy aspekt polityki Shōtoku uważa się rozciągnięcie patronatu nad buddyzmem i ustanowienie go religią państwową w 594 r. oraz późniejsze wykorzystanie go jako podpory dla rządu. Walcząc w młodości razem z rodem Soga o wprowadzenie buddyzmu, po objęciu faktycznej władzy czynił intensywne wysiłki, aby to właśnie jego ród był głównym patronem tej religii. Otrzymane dzięki niemu wsparcie finansowe pozwoliło wybudować 46 nowych świątyń oraz zwiększyć liczbę mnichów oraz mniszek (odpowiednio do ok. 820 i 560).
W swojej polityce dużą wagę przywiązywał do zwiększenia prestiżu domu panującego i wzmocnienia, a nawet przebudowy relacji jakie istniały pomiędzy władcą i poddanymi. Silne piętno pośród przeprowadzonych reform, szczególnie administracyjnych, odcisnęły wpływy chińskie, głównie konfucjańska teoria państwa. W oparciu o nią, utworzył w 603 r. nowy system dwunastu stopni dworskich (kan'i-jūnikai), ustalając tym samym nowy porządek w hierarchii dostojników. Otworzyło to możliwość otrzymania urzędu szerszej grupie ludzi w państwie na podstawie oceny ich umiejętności oraz oddania, przy jednoczesnym zachowaniu najważniejszych stanowisk dla znaczniejszych rodzin. Rok później Shōtoku wydał zbiór siedemnastu norm rządzenia, pragnąc zmienić formę dotychczasowej polityki. Książę Shōtoku starał się także odzyskać dawne posiadłości w Mimanie wysyłając na kontynent nieudane ekspedycje w 595 i 602 r. Później jednak zrezygnował z tych planów i w 607 r. nawiązał bezpośredni kontakt z cesarstwem chińskim.
Do ważniejszych osiągnięć księcia należy sporządzenie w 620 r. pierwszej historii Japonii, która spłonęła wraz z rezydencją Soga w 645 r.

## Shōtoku jako patron buddyzmu

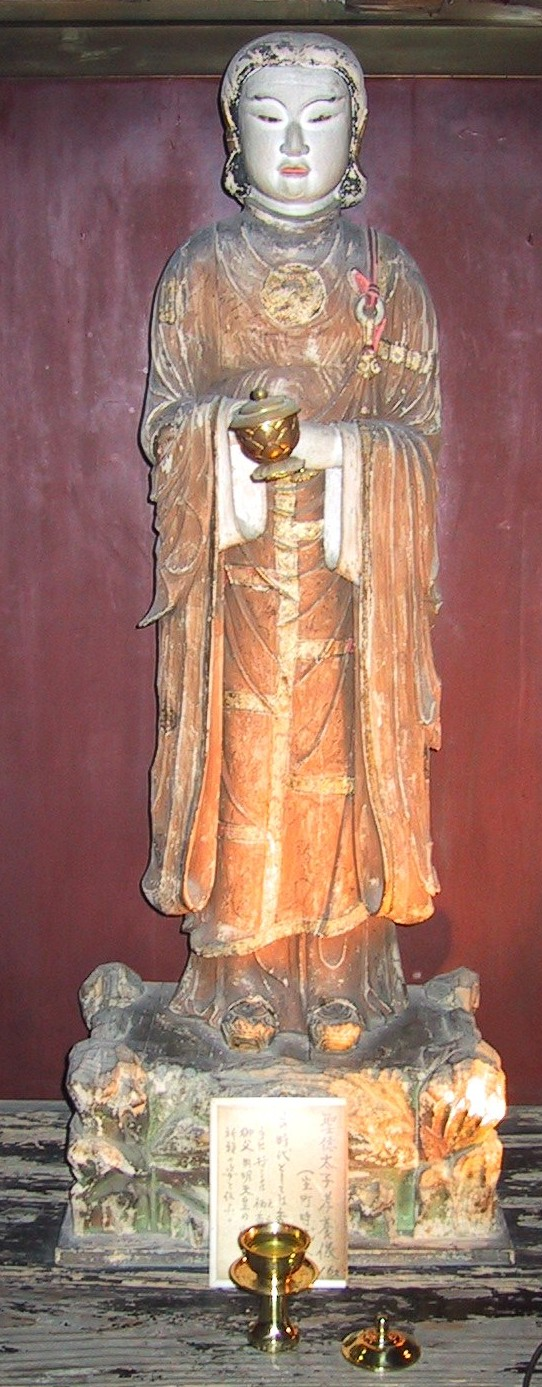
Rzeźba księcia Shōtoku przedstawiająca go jako Bodhisattwa w świątyni Asuka, Asuka, Nara

Shōtoku wspierał budowę klasztorów i wielu świątyń buddyjskich. Niektóre z nich są ściśle związane z jego osobą, jak chociażby Shitennō-ji czy Hōryū-ji. Oprócz tego starał się upowszechnić buddyzm poprzez nawoływanie do czczenia trzech skarbów. Silny patronat jaki roztoczył nad nową religią, wpłynął na wytworzenie się jego nieco odrębnego wizerunku o wyraźnie religijnym kontekście. Mimo iż Shōtoku sam nigdy nie został mnichem obecnie uważa się go za świętego, a nawet przedstawia jako reinkarnację bogini Kannon. Istnieje nawet legenda o tym jak książę poprzez modlitwy na górze Shigi uzyskał wsparcie od bóstwa Bishamonten w walce z rodem Mononobe.